# Râul Grădiște
Râul Grădiște este unul din cele trei brațe care formează râul Timiș. 

## Hărți
- Harta Județului Caraș-Severin
- Harta Munții Semenic  Arhivat în 4 martie 2016, la Wayback Machine.